# Офсетов печат
Офсетовият печат днес е най-широко разпространеният метод за печат на големи тиражи (над няколко хиляди броя). Принципът му на действие включва няколко етапа на пренос на изображението, традиционен метод с експонация на изображението от филм върху плака или по-модерен – директно от файл. Окончателното пренасяне на изображението върху хартията се извършва посредством междинен гумен офсетен цилиндър (на английски: offset). Когато се комбинира с литографски процес на формиране на изображението за печат, той включва и плосък носител, който се омастилява само в частите, подлежащи на печат. Този носител се нарича печатна форма или плака – най-често пластина с фоточувствително покритие (като правило, пластините са изработени от алуминиеви сплави).
Така описаната технология е само за един цвят мастило. За многоцветно изображение се използват два метода – или повторение на печата поотделно за всеки цвят, или печат с многоцветна печатна машина. И двата метода се основават на разлагането на всеки използван цвят на няколко цветови компонента, например CMYK. За всяка цветна страница се изготвят набор от печатни форми, като изображението върху всяка от тях съответства на един от съставните цветове от системата CMYK. Тези пластини или се зареждат една по една в машина с един комплект валове, или едновременно при съответния вал в многоцветната машина. Най-разпространените видове многоцветни машини си имат собствени имена: двуцветна, трицветна и т.н. За осигуряване на качествен цвят при печатането се използват различни системи за контрол на базата на денситометрия, колориметрия и цветна проба.

## Видове
Има два вида машини за офсетов печат:
- листов офсетов печат – при него в машината се подават отделни листове хартия, като те могат да бъдат предварително нарязани в окончателния си вид или да се изрежат впоследствие
- ролен офсетов печат – това са по-големи и по-бързи машини. Те се захранват с големи ролки хартия и отделните страници се отделят и оформят след това. Използват се за големи тиражи и печат на вестници[3]